# Jean Quellien
Jean Quellien (* 21. September 1946 in Coutances) ist ein französischer Historiker.

## Leben
Er ist emeritierter Professor für Zeitgeschichte an der Universität Caen. Er ist Spezialist für den Zweiten Weltkrieg, das politische Leben und die Arbeiterbewegung in der Basse-Normandie.

## Schriften (Auswahl)
- Opinions et comportements politiques dans le Calvados sous l’occupation allemande (1940–1944). Presses Univ. de Caen, Caen 2001, ISBN 2-84133-106-7.
- Les Américains en Normandie. Éditions OREP, Bayeux 2012, ISBN 978-2-8151-0109-7.
- La Bataille de Normandie. 6 juin–12 septembre 1944. 100 jours en enfer. Tallandier, Paris 2014, ISBN 979-10-210-0518-1.
- La Seconde Guerre mondiale. Tallandier, Paris 2015, ISBN 979-10-210-0759-8.

| Personendaten    | Personendaten            |
| ---------------- | ------------------------ |
| NAME             | Quellien, Jean           |
| KURZBESCHREIBUNG | französischer Historiker |
| GEBURTSDATUM     | 21. September 1946       |
| GEBURTSORT       | Coutances                |